# Урасэнкэ
Урасэнкэ (яп. 裏千家) — одна из трёх школ японской чайной церемонии. Наряду с Омотэсэнкэ и Мусякодзисэнкэ является одной из трёх ветвей дома Сэн, происходящего от Сэн-но Рикю, совокупно известных как Сансэнкэ, или «три дома Сэн» (三千家).

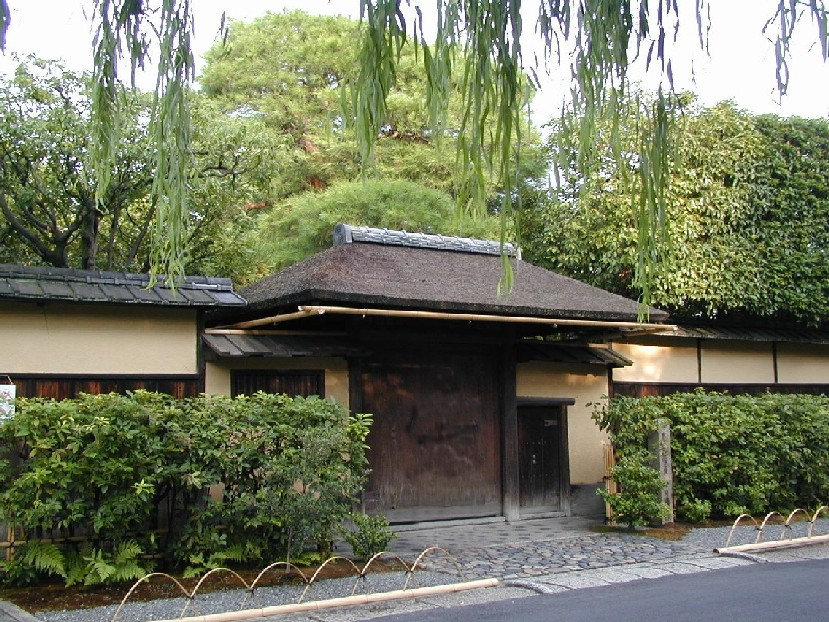
Ворота Кабутомон в историческое поместье Урасэнкэ Коннитиан в Киото.

Имя «Урасэнкэ», буквально означающее «задний дом Сэн», возникло ествественным образом из-за расположения усадьбы этой ветви семьи осносительно того, что изначально было передним домом (омотэ) поместья Сэн. Это в равной степени относится и к имени «Омотэсэнкэ», буквально означающему «Передний дом Сэн». Имя «Мусякодзисэнкэ» для другой из трёх ветвей дома происходит из того, что усадьба дома располагалась на улице Мусякодзи.

## История
Три дома Сэн происходят от потомков Сэн-но Рикю, жившего в период Адзути-Момояма и являющегося исторически наиболее важной фигурой в японской чайной церемонии.
Родным городом Рикю был Сакаи в провинции Идзуми (ныне префектура Осака). Но когда его деятельность сосредоточилась в Киото, он держал дом там. Также у него был зять, Сэн-но Сёан, который был женат на его дочери Окамэ; Рикю переехал из Сакаи в Киото, оставив своего сына Сэн-но-Доана заботиться о семейном доме и делах в Сакаи. Отсюда пошли две ветви дома Сэн (Сэнкэ), называемые Сакаи-Сэнкэ (酒井千家) и Кё-Сэнкэ (京千家).
Кё-Сэнкэ, возглавляемый Сэн-но Сёаном, в итоге поселились в доме на улице Огава, по соседству с храмом Хомподзи; дом и имение представляют собой первоначальное поместье Сэн в Киото. По смерти Рикю, и Сэн-но Доан из Сакаи-Сэнкэ, и Сэн-но Соан из Кё-Сэнкэ, неизбежно впавшие в немилость Тоётоми Хидэёси, ставшего причиной самосожжения Рицю, также рисковали потерять свои жизни, почему они скрывались, дабы защитить свои дома и семьи. Однако через несколько месяцев они оба смогли вернуться домой.
В конце концов, Сэн-но Доан, вернувшись в Сакаи, не оставил преемников, которые могли бы продолжить ветвь Сакаи-Сэнкэ. С другой стороны, Сэн-но Сёан, когда возвращался домой в Киото, уже имел сына Сэн-но Сотана от супруги Окамэ, сменившего его на посту главы Кё-Сэнкэ.

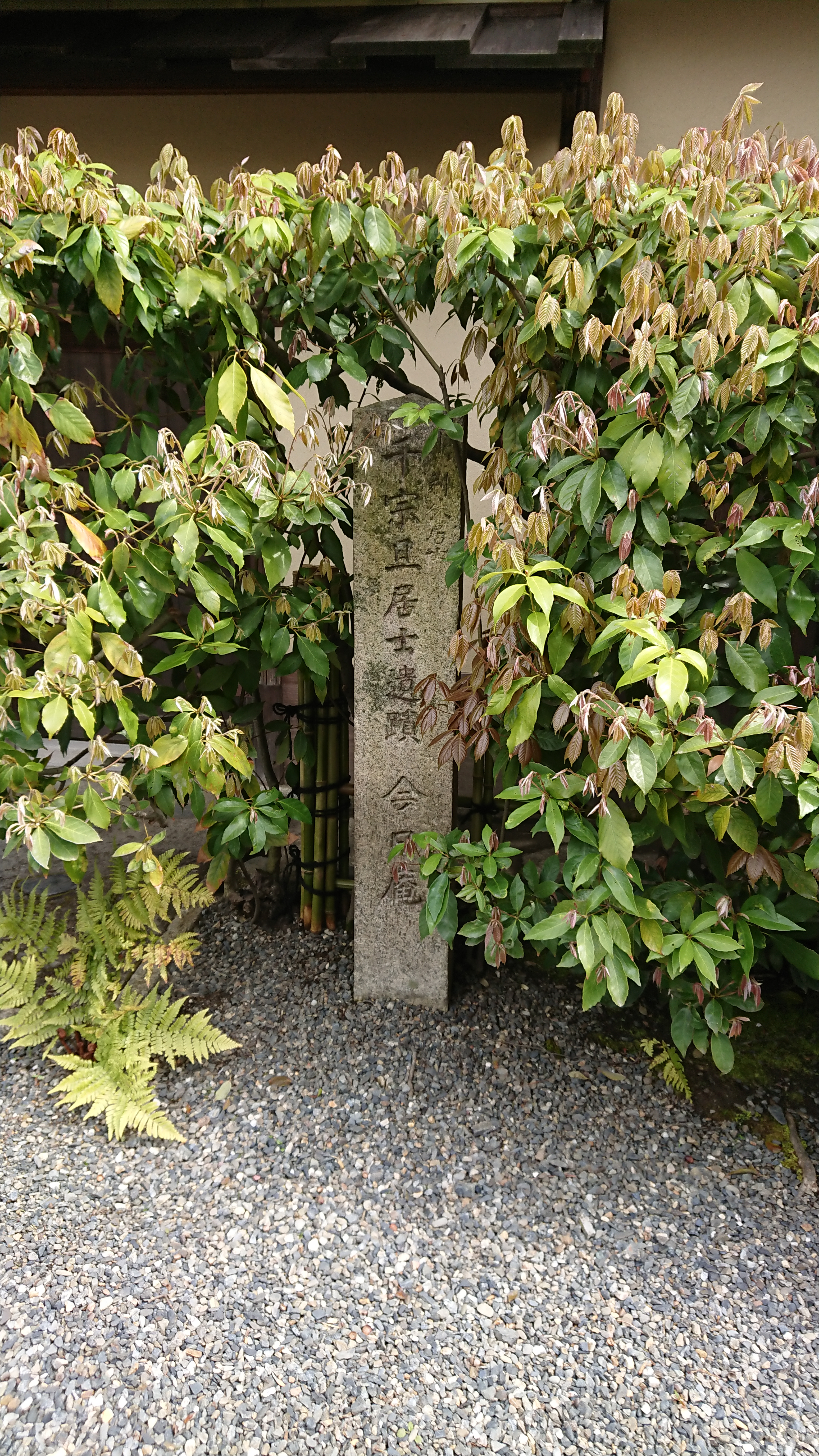
Стела у ворот Кабутомон в историческом поместье Урасэнкэ, отмечающая место усадьбы Коннитиан Сэн-но Сотана.

У Сотана было пятеро потомков: двое старших, Кано Сосэцу (ум. 1652) и Итио Сосю (1605—1676), были его сыновьями, рождёнными его первой женой Окамэ. После её смерти Сотан снова женился; вторая его жена родила двух сыновей — Косина Соса (1613—1672) и Сэнсо Сосицу (1622—1697) — и дочь Курэ. Первый и второй его сыновья, Кано Сосэцу и Итио Сосю, стали жить самостоятельно будучи ещё юными, а четвёртый сын, Сэнсо Сосицу, также оставил дом в юности, чтобы учиться у местного врача  Нома Гэнтаку. Но в 1645 году Сэнсо вернулся домой из-за безвременной кончины Гэнтаку, а после, при поддержке свого отца Сотана, выучился на знатока тяною, как и его старший брат Косин Соса, наследник дома.